# Référendum de dévolution de l'Écosse de 1979
Ne doit pas être confondu avec Référendum de dévolution de l'Écosse de 1997.
Le référendum de dévolution de l'Écosse de 1979 est un référendum qui a lieu le 1er mars 1979 dans toute l'Écosse. Son objet est la création d'un Parlement écossais au travers de la validation du Scotland Act 1978. Même si le « oui » l'emporte à 51,6 %, il ne réunit que 32,9 % de l'électorat au lieu des 40 % nécessaires à sa validation (l'"amendement Cunningham"). Il est soutenu par le parti travailliste.

## Contexte avant le scrutin
En mai 1968, lors du congrès annuel des conservateurs écossais, Edward Heath prononce un discours plus tard surnommé "Déclaration de Perth" dans lequel il envisage favorablement un projet de décentralisation en faveur de l'Écosse. Ce retournement, pour un parti plaçant pourtant l'unité du Royaume-Uni au cœur de son idéologie fait suite à la victoire surprise dans une élection partielle d'un candidat du SNP dans un fief travailliste historique.
La contreperformance des nationalistes écossais aux législatives de 1970 combinée à l'hostilité de la majorité du parti conservateur conduit à la mise entre parenthèses des questions autonomistes en Écosse. Les élections d'octobre 1974 permettent aux travaillistes d'arriver au pouvoir mais avec une majorité extrêmement courte qui finit par éclater, poussant James Callaghan à passer des accords avec les libéraux, les conservateurs et les nationalistes écossais et gallois, dans le cadre d'un gouvernement minoritaire. Les nationalistes du SNP avaient obtenu des résultats historiques passant de 7 à 11 sièges aux Communes.

## Circuit législatif à la chambre des Communes
Le premier projet d'autonomie écossaise était inclus dans un projet de loi couvrant à la fois la question de l'autonomie écossaise et celle de l'autonomie galloise, le Scotland and Wales Bill de 1976. Ce projet n'arriva pas à son terme, une grande partie des travaillistes étant hostiles à une forme de dévolution même limitée. Le gouvernement Callaghan tente de nouveau sa chance à travers 2 projets de lois séparés en 1977, pour devenir le Scotland Bill et le Wales Bill de 1978. La nécessité d'une consultation populaire fut évoquée dans les débats, à la fois par les partisans de la dévolution (voyant le vote populaire comme un moyen de discipliner les récalcitrants internes à leurs partis) et les opposants (espérant qu'un "non" de la population écossaise enterrerait le projet dans son ensemble). Dans la mesure où tout referendum au Royaume-Uni est consultatif et ne revêt aucune force exécutoire, le referendum devait porter sur le Scotland Bill une fois celui-ci voté par le Parlement.

## Résultats
| Choix                | Voix      | %     |
| -------------------- | --------- | ----- |
| Oui                  | 1 230 937 | 51,62 |
| Non                  | 1 153 502 | 48,38 |
| Votes exprimés       | 2 384 439 | 99,87 |
| Votes blancs et nuls | 3 133     | 0,13  |
| Participation        | 3 747 112 | 63,72 |